# Schloss Biron

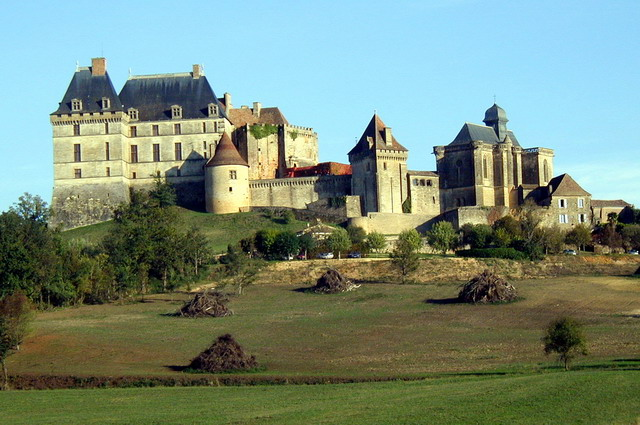
Schloss Biron

Das Schloss Biron liegt im Zentrum der Ortschaft Biron im Département Dordogne der alten Kulturlandschaft des  französischen Périgord. Das auf einem Felssporn über der Lède errichtete Bauwerk wurde im Jahr 1928 in die Liste der Monuments historiques Frankreichs aufgenommen.

## Geschichte

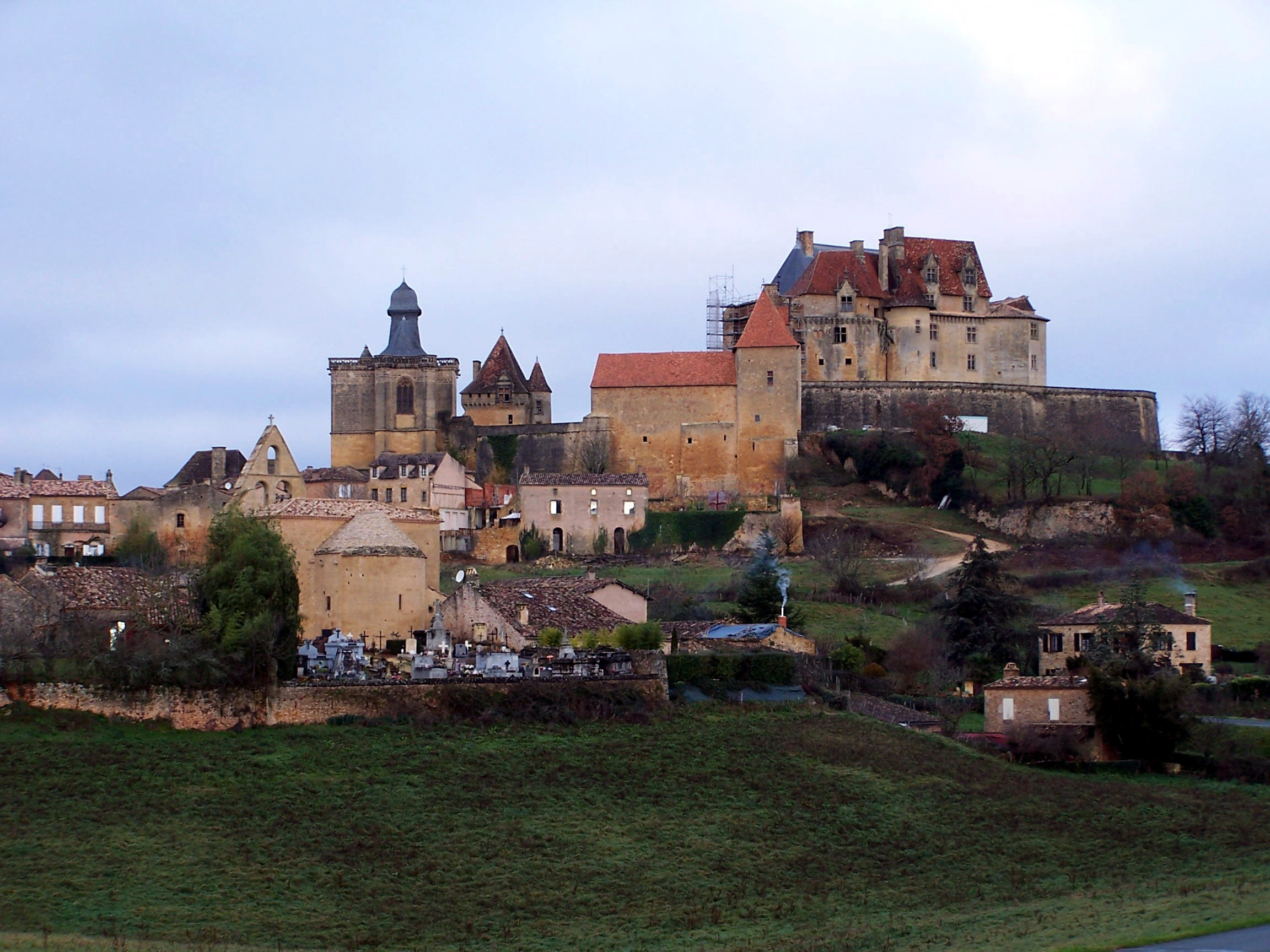
Blick von Osten

Schloss Biron ist der Stammsitz der Familie Gontaut-Biron, die seit dem 12. Jahrhundert hier residierte und traditionell dem politisch verstandenen Protestantismus anhing. Im Jahr 1211 wurde das Schloss von den Katharern übernommen, jedoch im folgenden Jahr von Simon IV. de Montfort im Albigenserkreuzzug als nördlichste Zufluchtsburg der Katharer belagert und erobert. Während der Hugenottenkriege (1562–1598) unterstützte der Baron von Biron den Hugenottenführer Heinrich von Navarra, jedoch nur bis zu dessen Aufstieg zum königlichen Konvertiten. Ein Höhepunkt in der Familiengeschichte war das Jahr 1598, als der nunmehrige König Heinrich IV. seinem Vertrauten Charles de Gontaut und damit den Baronen von Biron die Herzogs- und Pairswürde verlieh. Der ehrgeizige Herzog schmiedete jedoch ein Komplott gegen den König und wurde im Jahr 1602 wegen Hochverrats geköpft.

## Bauwerk

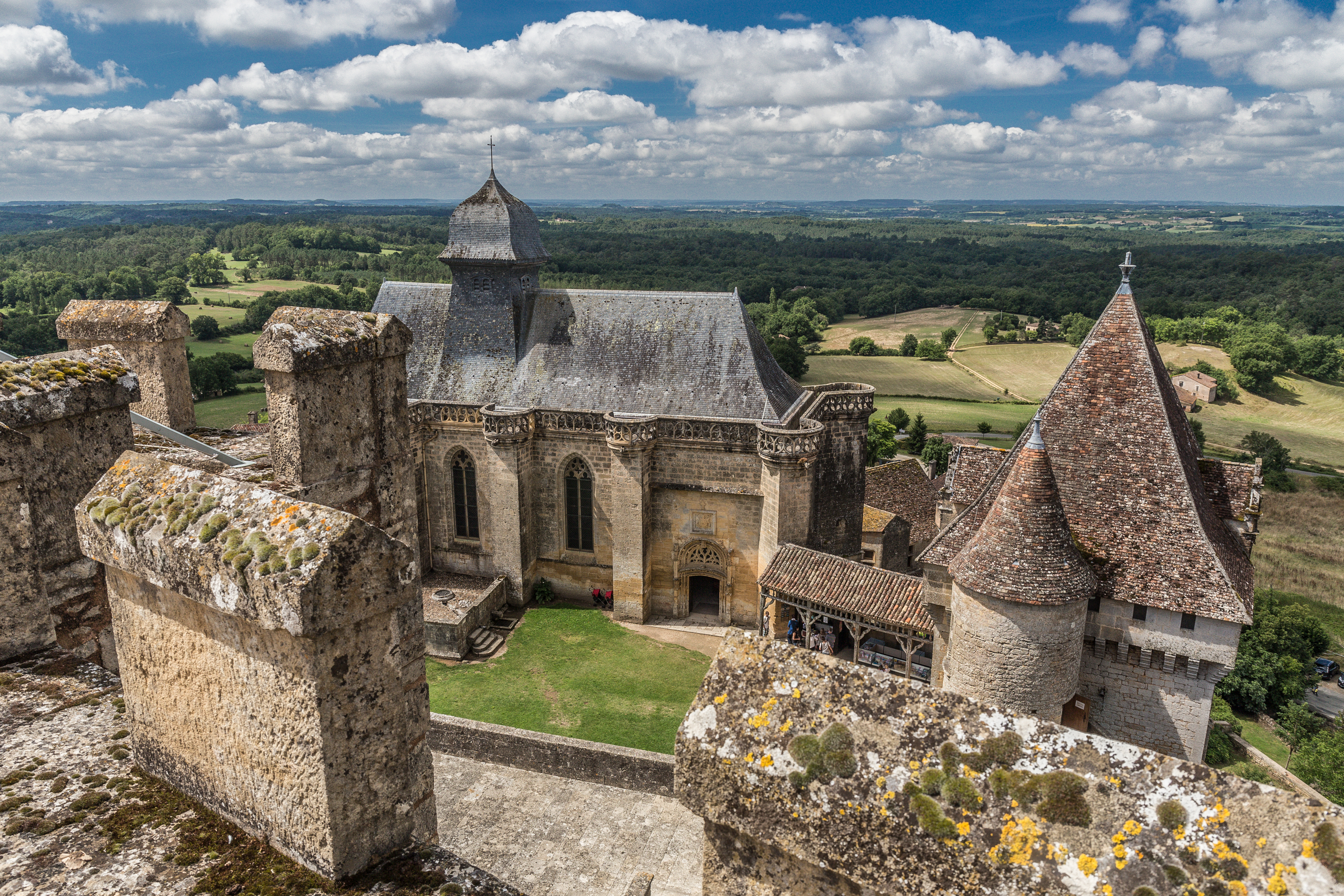
Kapelle

24 Generationen der Familie Gontaut-Biron haben vom 12. bis 20. Jahrhundert an dem Schloss gebaut, das sich in entsprechend vielen Stilrichtungen präsentiert. Deutlich lassen sich drei Epochen unterscheiden: der wehrhafte Trakt aus dem Mittelalter in der Mitte, an den eine Erweiterung aus der Renaissance anschließt, sowie die innen zweigeschossige Kapelle aus dem 16. Jahrhundert.
Eine Treppe führt vom unteren Hof des Schlosses zum von Wohngebäuden umschlossenen Ehrenhof. Der nördliche Gebäudeflügel wurde an den Donjon angebaut. Im südlichen Flügel befindet sich der Ständesaal, der einen kielförmigen Dachstuhl hat. Zwischen den beiden Trakten gelangt man über eine offene Loggia in den Park. 
Im Jahr 1978 erwarb das Département Dordogne das seit der Französischen Revolution nicht mehr bewohnte Schloss Biron. Seitdem wurden größere Restaurierungsarbeiten durchgeführt und ein Kunstzentrum mit wechselnden Ausstellungen eingerichtet.

## Literatur

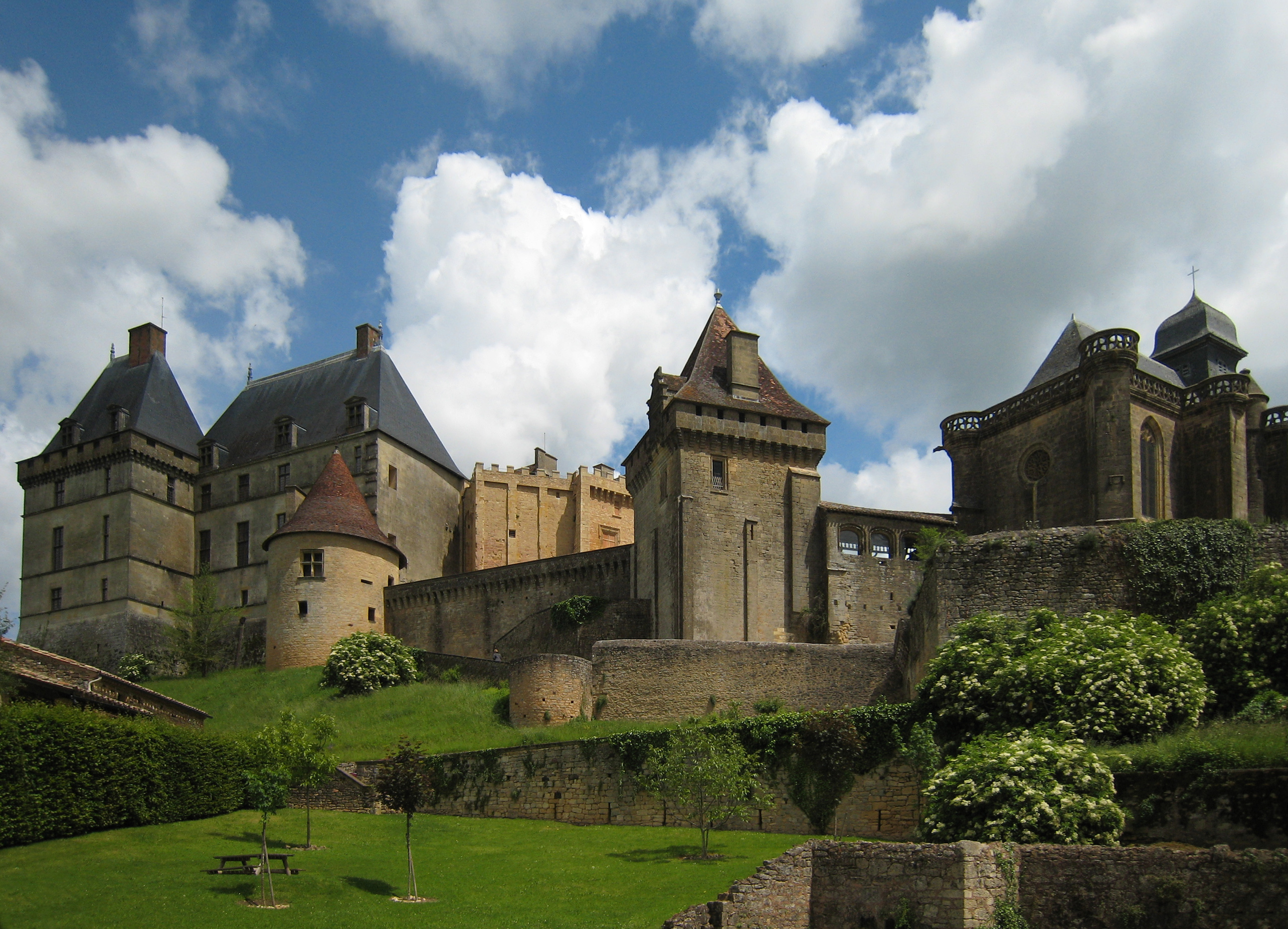
Schloss Biron